# Pic Pilot
Pour les articles homonymes, voir Pilot.
Le pic Pilot (en anglais : Pilot Peak) est un sommet de la Sierra Nevada, aux États-Unis. Il culmine à 1 831 mètres d'altitude à la frontière entre le comté de Mariposa et le comté de Tuolumne, en Californie. Il est protégé au sein de la forêt nationale de Stanislaus.